# 三(三甲基硅基)硅基苯
三(三甲基硅基)硅基苯是一种有机硅化合物，化学式为/C15H32Si4。它可由苯基溴化镁和三(三甲基硅基)溴硅烷在四氢呋喃中反应得到。它和叔丁醇钾反应，可以得到二(三甲基硅基)(苯基)硅基钾。